# Halil İnalcık
Halil İnalcık (né le 26 mai 1916 à Constantinople et mort le 25 juillet 2016 à Ankara),,, est un historien turc spécialiste de l'Empire ottoman.
Entre 1972 et 1993, il a enseigné l'histoire ottomane à l'université de Chicago. À partir de 1994, il enseigne à son alma mater, l'université Bilkent, où il a fondé le département d'histoire.

## Biographie
Halil İnalcık est né à Constantinople dans une famille de tatars de Crimée, qui a quitté la Crimée pour Constantinople en 1905. Son jour de naissance est inconnu, mais Inalcik a choisi le 26 mai 1916 pour sa date de naissance Il a fréquenté l'école de formation des enseignants de Balıkesir, puis la faculté de langues, histoire et géographie, département d'histoire, de l'université d'Ankara, d'où il sort diplômé en 1940. Il a obtenu son doctorat en 1943 dans le même département. Sa thèse de doctorat portait sur la question bulgare à la fin de l'Empire ottoman.
Il entra dans la même école en tant qu'assistant, puis il est devenu professeur adjoint en 1946 et après son retour d'un séjour à l'université de Londres pendant un certain temps, il est devenu professeur dans le département d'histoire de la faculté de langues, histoire et géographie de l'université d'Ankara où il fut étudiant en 1952. Il a enseigné dans diverses universités aux États-Unis en tant que professeur invité. En 1972, il a été invité par l'université de Chicago. Entre 1972 et 1993, il a enseigné l'histoire ottomane à l'université de Chicago. En 1994, il est retourné à Turquie et a fondé le département d'histoire de l'université Bilkent où il a enseigné.
En 1993, il a fait don de sa collection de livres, revues et estampes sur l'histoire de l'Empire ottoman à la bibliothèque de l'université Bilkent.
Le 25 juillet 2016, Halil Inalcik meurt à l'âge de 100 ans.

## Distinctions
- Membre de l'Académie serbe des sciences et des arts
- Membre de l'Académie américaine des arts et des sciences
- Membre de la British Academy
- Membre de l'Institut des études turques

## Œuvres
en anglais
- The policy of Mehmed II toward the Greek population of Istanbul and the Byzantine buildings of the city, 1968
- « Capital formation in the Ottoman Empire », in The Journal of Economic History, vol. 29, n° 1, The tasks of economic history, p. 97–140[6]
- Ottoman policy and administration in Cyprus after the conquest, 1969
- History of the Ottoman Empire classical age, 1300–1600, 1973
- The Ottoman Empire: conquest, organization and economy, 1978
- Studies in Ottoman social and economic history, 1985
- The Middle East and the Balkans under the Ottoman Empire: essays on economy and society, 1993
- An economic and social history of the Ottoman Empire, 1300–1914 (avec Donald Quataert), 1994
- From Empire to Republic: essays on Ottoman and Turkish social history, 1995
- Sources and studies on the Ottoman Black Sea: the customs register of Caffa, 1487–1490, 1996
- Essays in Ottoman history, 1998

en turc
- Osmanlı İmparatorluğu Klasik Çağ 1300–1600, 2003